# Gloster (Mississippi)
Gloster é uma cidade  localizada no estado americano de Mississippi, no Condado de Amite.

## Demografia
Segundo o censo americano de 2000, a sua população era de 1073 habitantes.
Em 2006, foi estimada uma população de 1056, um decréscimo de 17 (-1.6%).

## Geografia
De acordo com o United States Census Bureau tem uma área de
4,7 km², dos quais 4,7 km² cobertos por terra e 0,0 km² cobertos por água. Gloster localiza-se a aproximadamente 127 m acima do nível do mar.

## Localidades na vizinhança
O diagrama seguinte representa as localidades num raio de 32 km ao redor de Gloster.